# Maria Júlia da Conceição Nazaré
Maria Júlia da Conceição Nazaré, (?, 1800 - Salvador, 1910) casada com Francisco Nazaré (1789 – 1859), africano jeje, com quem teve 10 filhos. Foi Ialorixá do Candomblé que após uma disputa pelo cargo da Casa Branca do Engenho Velho saiu dessa casa e em 1849 fundou o Ilê Iá Omim Axé Iamassê (Terreiro do Gantois).

## A disputa pelo Engenho Velho
Iá Nassô uma das fundadoras do Ilê Axé Airá Intilê também chamado de Candomblé da Barroquinha, localizado no bairro da Barroquinha, depois Ilé Iá Nassô Ocá, foi sucedida por Iá Marcelina. Após a morte desta, duas das suas filhas, Maria Júlia da Conceição e Maria Júlia de Figueiredo, disputaram a chefia do candomblé, cabendo à Maria Júlia de Figueiredo que era a substituta legal (Iaquequerê) tomar a posse de Ialorixá do Terreiro. Maria Júlia da Conceição acabou se afastando e fundou com os dissidentes o  Terreiro do Gantois.